# 사행천

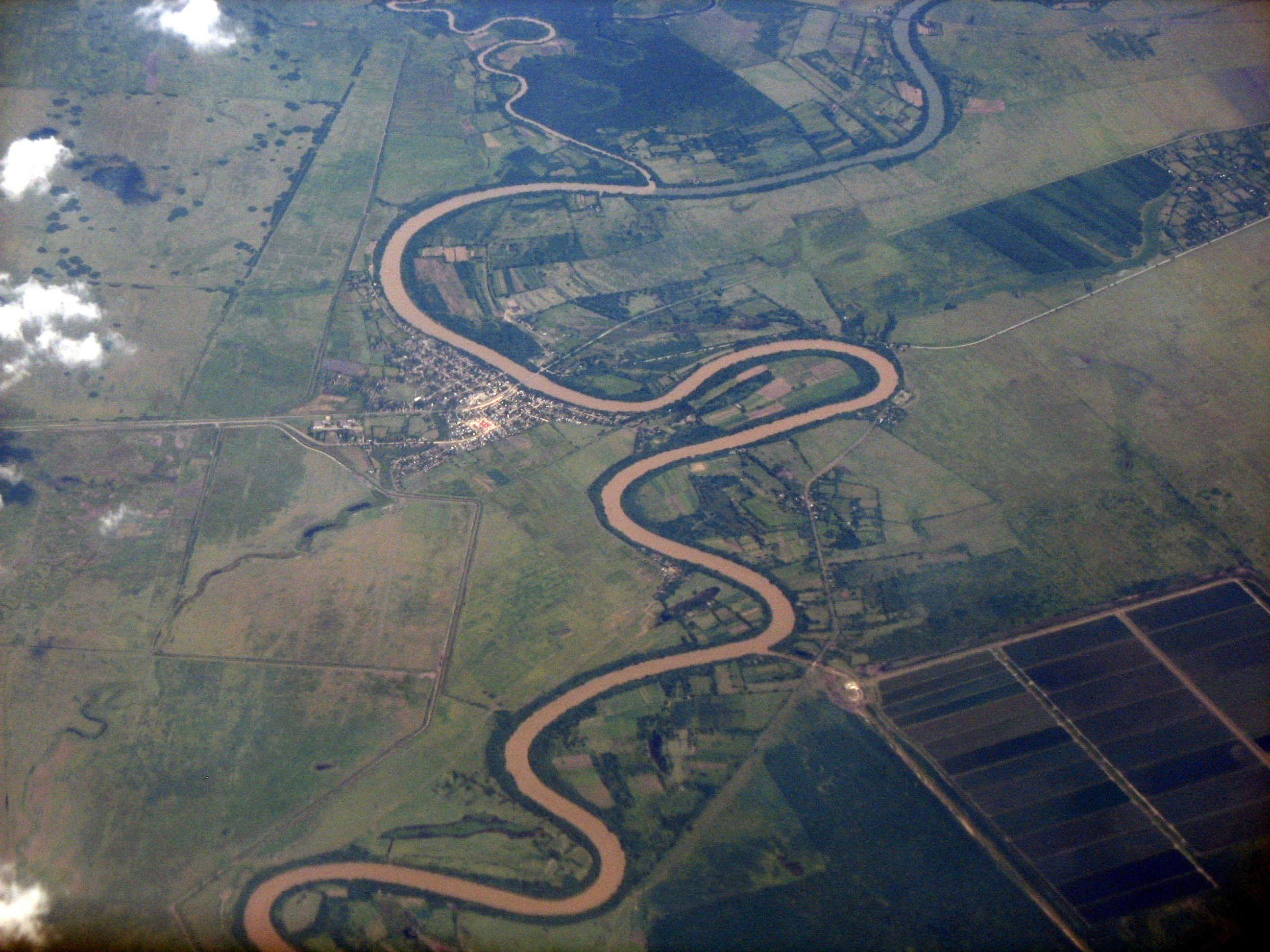
자유곡류하는 쿠바의 카우토강

사행천(蛇行川, 영어: meander) 또는 곡류천(曲流川)은 마치 뱀이 기어가는 모습처럼 구불구불한 형태로 흐르는 강을 말한다. 사행천이 휘어지는 바깥쪽은 유속이 빨라 침식이 강하게 일어나고, 휘어지는 안쪽은 유속이 느려 퇴적물이 쌓인다.

사행천의 형성 (①→②)

사행천은 한강·낙동강과 같은 큰 하천의 지류나 강 하구의 평야 지대에서 흔히 볼 수 있다. 하천의 곡류는 충적평야에서 아무 제한을 받지 않고 곡류하는 자유곡류(自由曲流)와 산지를 깊게 파고 들어가면서 곡류하는 감입곡류(嵌入曲流, 영어: incised meander)가 있다. 곡류천은 홍수 때에 물이 흘러넘치기 쉬우므로 주변의 농토에 큰 피해를 주기 때문에 하천 양쪽에 둑을 설치하여 피해를 줄이고 있다.
시간이 지남에 따라 곡류가 더욱 심해지면 하천은 굴곡부에서 원래의 물길을 끊고 일직선으로 이어지며, 구하도(舊河道)에는 우각호가 남는다.

## 같이 보기
- 제트류